# Rue Stanislas-Torrents
La rue Stanislas Torrents est située dans le 6e arrondissement de Marseille. 

## Situation et accès
Elle débute rue Paradis et se termine cours Pierre-Puget.

## Origine du nom
Elle doit son nom au peintre Stanislas Torrents, né à Marseille en 1839, initialement nommée rue des Princes.

## Bâtiments remarquables et lieux de mémoire
Ou retrouve le long de cette rue :
- Le consulat général du Cap-Vert
- Le lycée Don Bosco et le lycée Saint-Vincent-de-Paul
- L'hôtel Grawitz, ancien hôtel particulier de Louis Honoré Arnavon puis de la famille Grawitz